# Acomys subspinosus
Acomys subspinosus је врста глодара из породице мишева (Muridae). 

## Распрострањење
Ареал врсте је ограничен на једну државу, Јужноафричку Републику.

## Станиште
Станиште врсте су планине. Врста је по висини распрострањена до 1.000 метара надморске висине. 

## Угроженост
Ова врста је наведена као последња брига, јер има широко распрострањење и честа је врста.